# Culford
Culford är en by och en civil parish i distriktet West Suffolk i Suffolk i England. Orten har 620 invånare (2001).